# 200 meter för herrar i friidrott vid olympiska sommarspelen 2020
Herrarnas 200 meter vid olympiska sommarspelen 2020 avgjordes den 3 och 4 augusti 2021 på Tokyos Olympiastadion i Japan. 48 deltagare från 33 nationer deltog i tävlingen. Det var 28:e gången grenen fanns med i ett OS och den har funnits med i varje OS sedan 1900.
Andre De Grasse från Kanada tog guld efter ett lopp på 19,62 sekunder, vilket blev ett nytt nationsrekord. Silvermedaljen togs av amerikanska Kenneth Bednarek på personbästat 19,68 sekunder och bronsmedaljen gick till hans landsman Noah Lyles som tangerade sitt säsongsbästa på 19,74 sekunder.

## Rekord
Innan tävlingens start fanns följande rekord:
| Världsrekord     | Usain Bolt (JAM) | 19,19 | Berlin, Tyskland | 20 augusti 2009 |
| Olympiskt rekord | Usain Bolt (JAM) | 19,30 | Peking, Kina     | 20 augusti 2008 |

| Område                                   | Tid (s)    | Vind | Idrottare        | Nation     |
| ---------------------------------------- | ---------- | ---- | ---------------- | ---------- |
| Afrika                                   | 19,68      | +0,4 | Frank Fredericks | Namibia    |
| Asien                                    | 19,88      | +0,9 | Xie Zhenye       | Kina       |
| Europa                                   | 19,72      | +1,8 | Pietro Mennea    | Italien    |
| Nordamerika, Centralamerika och Karibien | 19,19 0VR0 | −0,3 | Usain Bolt       | Jamaica    |
| Oceanien                                 | 20,06      | +0,9 | Peter Norman     | Australien |
| Sydamerika                               | 19,81      | −0,3 | Alonso Edward    | Panama     |

Följande nationsrekord slogs under tävlingen:
| Land                    | Idrottare          | Omgång      | Tid   | Noteringar |
| ----------------------- | ------------------ | ----------- | ----- | ---------- |
| Dominikanska republiken | Yancarlos Martínez | Försöksheat | 20,17 |            |
| Swaziland               | Sibusiso Matsenjwa | Försöksheat | 20,34 |            |
| Swaziland               | Sibusiso Matsenjwa | Semifinal   | 20,22 |            |
| Liberia                 | Joseph Fahnbulleh  | Semifinal   | 19,99 |            |
| Liberia                 | Joseph Fahnbulleh  | Final       | 19,98 |            |
| Kanada                  | Andre De Grasse    | Semifinal   | 19,73 |            |
| Kanada                  | Andre De Grasse    | Final       | 19,62 |            |

## Schema
Alla tider är UTC+9.
| Datum                 | Tid        | Omgång                  |
| --------------------- | ---------- | ----------------------- |
| Tisdag 3 augusti 2021 | 9:00 19:00 | Försöksheat Semifinaler |
| Onsdag 4 augusti 2021 | 18:30      | Final                   |

## Resultat

### Försöksheat
Kvalificeringsregler: De tre första i varje heat 0Q0 samt de tre snabbaste tiderna 0q0 gick vidare till semifinalerna.

#### Heat 1
| Placering | Bana | Idrottare           | Nation      | Reaktionstid   | Tid   | Noteringar |
| --------- | ---- | ------------------- | ----------- | -------------- | ----- | ---------- |
| 1         | 7    | Rasheed Dwyer       | Jamaica     | 0,163          | 20,31 | 0Q0        |
| 2         | 8    | Divine Oduduru      | Nigeria     | 0,129          | 20,36 | 0Q0        |
| 3         | 4    | Anaso Jobodwana     | Sydafrika   | 0,119          | 20,78 | 0Q0        |
| 4         | 2    | Jorge Vides         | Brasilien   | 0,161          | 20,94 |            |
| 5         | 3    | Fodé Sissoko        | Mali        | 0,167          | 21,00 |            |
| 6         | 5    | Shōta Iizuka        | Japan       | 0,148          | 21,02 |            |
| 7         | 6    | José Andrés Salazar | El Salvador | 0,145          | 21,66 |            |
|           |      |                     |             | Vind: -0,3 m/s |       |            |

#### Heat 2
| Placering | Bana | Idrottare              | Nation              | Reaktionstid   | Tid   | Noteringar |
| --------- | ---- | ---------------------- | ------------------- | -------------- | ----- | ---------- |
| 1         | 4    | Jereem Richards        | Trinidad och Tobago | 0,187          | 20,52 | 0Q0        |
| 2         | 6    | Shaun Maswanganyi      | Sydafrika           | 0,142          | 20,58 | 0Q0        |
| 3         | 2    | Taymir Burnet          | Nederländerna       | 0,137          | 20,60 | 0Q0, 0SB0  |
| 4         | 3    | Emmanuel Eseme         | Kamerun             | 0,160          | 20,65 |            |
| 5         | 7    | Ján Volko              | Slovakien           | 0,160          | 21,21 |            |
| 6         | 5    | Abdul Hakim Sani Brown | Japan               | 0,149          | 21,41 | 0SB0       |
| —         | 9    | Jan Jirka              | Tjeckien            | 0,150          | 0DSQ0 | TR 17.3.1  |
| —         | 8    | Bernardo Baloyes       | Colombia            |                | 0DNS0 |            |
|           |      |                        |                     | Vind: +0,9 m/s |       |            |

#### Heat 3
| Placering | Bana | Idrottare               | Nation              | Reaktionstid   | Tid   | Noteringar |
| --------- | ---- | ----------------------- | ------------------- | -------------- | ----- | ---------- |
| 1         | 5    | Femi Ogunode            | Qatar               | 0,154          | 20,37 | 0Q0        |
| 2         | 6    | Ramil Gulijev           | Turkiet             | 0,158          | 20,54 | 0Q0        |
| 3         | 2    | Andre De Grasse         | Kanada              | 0,122          | 20,56 | 0Q0        |
| 4         | 3    | Kyle Greaux             | Trinidad och Tobago | 0,149          | 20,77 |            |
| 5         | 4    | Jun Yamashita           | Japan               | 0,118          | 20,78 |            |
| 6         | 8    | Aldemir da Silva Júnior | Brasilien           | 0,160          | 20,84 | 0SB0       |
|           |      |                         |                     | Vind: -0,6 m/s |       |            |

#### Heat 4
| Placering | Bana | Idrottare             | Nation         | Reaktionstid   | Tid     | Noteringar |
| --------- | ---- | --------------------- | -------------- | -------------- | ------- | ---------- |
| 1         | 4    | Erriyon Knighton      | USA            | 0,173          | 20,55   | 0Q0        |
| 2         | 8    | Alonso Edward         | Panama         | 0,185          | 20,60   | 0Q0        |
| 3         | 5    | Robin Vanderbemden    | Belgien        | 0,142          | 20,70   | 0Q0, 0SB0  |
| 4         | 6    | Sydney Siame          | Zambia         | 0,171          | 21,01   |            |
| 5         | 2    | Gediminas Truskauskas | Litauen        | 0,140          | 21,02   |            |
| 6         | 3    | Steven Müller         | Tyskland       | 0,156          | 21,08   |            |
| 7         | 7    | Adam Gemili           | Storbritannien | 0,180          | 1.58,58 |            |
|           |      |                       |                | Vind: +0,6 m/s |         |            |

#### Heat 5
| Placering | Bana | Idrottare                   | Nation    | Reaktionstid   | Tid   | Noteringar |
| --------- | ---- | --------------------------- | --------- | -------------- | ----- | ---------- |
| 1         | 4    | Aaron Brown                 | Kanada    | 0,157          | 20,38 | 0Q0        |
| 2         | 2    | Joseph Fahnbulleh           | Liberia   | 0,147          | 20,46 | 0Q0        |
| 3         | 6    | William Reais               | Schweiz   | 0,147          | 20,51 | 0Q0        |
| 4         | 7    | Serhiy Smelyk               | Ukraina   | 0,144          | 20,53 | 0SB0       |
| 5         | 5    | Antonio Infantino           | Italien   | 0,132          | 20,90 |            |
| 6         | 3    | Lucas Vilar                 | Brasilien | 0,171          | 21,31 |            |
| 7         | 8    | Muhd Noor Firdaus Ar-Rasyid | Brunei    | 0,174          | 21,83 | 0SB0       |
|           |      |                             |           | Vind: -0,7 m/s |       |            |

#### Heat 6
| Placering | Bana | Idrottare                | Nation                  | Reaktionstid   | Tid   | Noteringar |
| --------- | ---- | ------------------------ | ----------------------- | -------------- | ----- | ---------- |
| 1         | 5    | Kenneth Bednarek         | USA                     | 0,184          | 20,01 | 0Q0        |
| 2         | 8    | Yancarlos Martínez       | Dominikanska republiken | 0,164          | 20,17 | 0Q0, 0NR0  |
| 3         | 4    | Fausto Desalu            | Italien                 | 0,131          | 20,29 | 0Q0, 0SB0  |
| 4         | 2    | Xie Zhenye               | Kina                    | 0,159          | 20,34 | 0q0, 0SB0  |
| 5         | 3    | Nethaneel Mitchell-Blake | Storbritannien          | 0,163          | 20,56 | 0SB0       |
| 6         | 7    | Marcus Lawler            | Irland                  | 0,145          | 20,73 | 0SB0       |
|           | 6    | Emmanuel Matadi          | Liberia                 |                |       | 0DNS0      |
|           |      |                          |                         | Vind: -0,4 m/s |       |            |

#### Heat 7
| Placering | Bana | Idrottare          | Nation    | Reaktionstid   | Tid   | Noteringar |
| --------- | ---- | ------------------ | --------- | -------------- | ----- | ---------- |
| 1         | 8    | Noah Lyles         | USA       | 0,171          | 20,18 | 0Q0        |
| 2         | 9    | Sibusiso Matsenjwa | Swaziland | 0,172          | 20,34 | 0Q0, 0NR0  |
| 3         | 3    | Joseph Amoah       | Ghana     | 0,171          | 20,35 | 0Q0, 0SB0  |
| 4         | 4    | Clarence Munyai    | Sydafrika | 0,135          | 20,49 | 0q0, 0=SB0 |
| 5         | 5    | Leon Reid          | Irland    | 0,135          | 20,53 | 0q0, 0SB0  |
| 6         | 7    | Brendon Rodney     | Kanada    | 0,150          | 20,60 |            |
| 7         | 6    | Julian Forte       | Jamaica   | 0,152          | 20,65 |            |
| 8         | 2    | Noureddine Hadid   | Libanon   | 0,157          | 21,12 |            |
|           |      |                    |           | Vind: +0,4 m/s |       |            |

### Semifinaler
Kvalificeringsregler: De två första i varje heat 0Q0 samt de två snabbaste tiderna 0q0 gick vidare till finalen.

#### Semifinal 1
| Placering | Bana | Idrottare         | Nation    | Reaktionstid   | Tid   | Noteringar |
| --------- | ---- | ----------------- | --------- | -------------- | ----- | ---------- |
| 1         | 4    | Erriyon Knighton  | USA       | 0,172          | 20,02 | 0Q0        |
| 2         | 6    | Rasheed Dwyer     | Jamaica   | 0,141          | 20,13 | 0Q0, 0SB0  |
| 3         | 7    | Divine Oduduru    | Nigeria   | 0,140          | 20,16 |            |
| 4         | 9    | Joseph Paul Amoah | Ghana     | 0,168          | 20,27 | 0SB0       |
| 5         | 5    | Femi Ogunode      | Qatar     | 0,160          | 20,34 |            |
| 6         | 8    | Fausto Desalu     | Italien   | 0,149          | 20,43 |            |
| 7         | 2    | Xie Zhenye        | Kina      | 0,154          | 20,45 |            |
| 8         | 3    | Anaso Jobodwana   | Sydafrika | 0,151          | 20,88 |            |
|           |      |                   |           | Vind: -0,2 m/s |       |            |

#### Semifinal 2
| Placering | Bana | Idrottare          | Nation                  | Reaktionstid   | Tid            | Noteringar |
| --------- | ---- | ------------------ | ----------------------- | -------------- | -------------- | ---------- |
| 1         | 7    | Aaron Brown        | Kanada                  | 0,151          | 19,99 (19,982) | 0Q0, 0SB0  |
| 2         | 6    | Joseph Fahnbulleh  | Liberia                 | 0,140          | 19,99 (19,982) | 0Q0, 0NR0  |
| 3         | 5    | Noah Lyles         | USA                     | 0,179          | 19,99 (19,983) | 0q0        |
| 4         | 4    | Yancarlos Martínez | Dominikanska republiken | 0,141          | 20,24          |            |
| 5         | 8    | William Reais      | Schweiz                 | 0,149          | 20,44          | 0SB0       |
| 6         | 2    | Clarence Munyai    | Sydafrika               | 0,142          | 20,49          | 0=SB0      |
| 7         | 3    | Robin Vanderbemden | Belgien                 | 0,132          | 21,00          |            |
|           | 9    | Alonso Edward      | Panama                  | 0,147          | 0DNF0          | 0DNF0      |
|           |      |                    |                         | Vind: -0,4 m/s |                |            |

#### Semifinal 3
| Placering | Bana | Idrottare          | Nation              | Reaktionstid   | Tid   | Noteringar |
| --------- | ---- | ------------------ | ------------------- | -------------- | ----- | ---------- |
| 1         | 9    | Andre De Grasse    | Kanada              | 0,139          | 19,73 | 0Q0, 0NR0  |
| 2         | 6    | Kenneth Bednarek   | USA                 | 0,176          | 19,83 | 0Q0        |
| 3         | 5    | Jereem Richards    | Trinidad och Tobago | 0,161          | 20,10 | 0q0, 0SB0  |
| 4         | 8    | Shaun Maswanganyi  | Sydafrika           | 0,151          | 20,18 |            |
| 5         | 7    | Sibusiso Matsenjwa | Swaziland           | 0,158          | 20,22 | 0NR0       |
| 6         | 4    | Ramil Gulijev      | Turkiet             | 0,156          | 20,31 | 0SB0       |
| 7         | 3    | Leon Reid          | Irland              | 0,139          | 20,54 |            |
| 8         | 2    | Taymir Burnet      | Nederländerna       | 0,126          | 20,90 |            |
|           |      |                    |                     | Vind: +0,2 m/s |       |            |

### Final
| Placering | Bana | Idrottare         | Nation              | Reaktionstid   | Tid   | Noteringar |
| --------- | ---- | ----------------- | ------------------- | -------------- | ----- | ---------- |
| 1         | 6    | Andre De Grasse   | Kanada              | 0,135          | 19,62 | 0NR0       |
| 2         | 7    | Kenneth Bednarek  | USA                 | 0,165          | 19,68 | 0PB0       |
| 3         | 3    | Noah Lyles        | USA                 | 0,151          | 19,74 | 0=SB0      |
| 4         | 5    | Erriyon Knighton  | USA                 | 0,159          | 19,93 |            |
| 5         | 8    | Joseph Fahnbulleh | Liberia             | 0,141          | 19,98 | 0NR0       |
| 6         | 4    | Aaron Brown       | Kanada              | 0,157          | 20,20 |            |
| 7         | 9    | Rasheed Dwyer     | Jamaica             | 0,148          | 20,21 |            |
| 8         | 2    | Jereem Richards   | Trinidad och Tobago | 0,149          | 20,39 |            |
|           |      |                   |                     | Vind: -0,5 m/s |       |            |